# Euphyia trinitaria
Euphyia trinitaria là một loài bướm đêm trong họ Geometridae.